# جيسي سايكس
جيسي سايكس (بالإنجليزية: Jesse Sykes)‏ هي مغنية مؤلفة أمريكية، ولدت في 17 يوليو 1967 في ماونت كيسكو في الولايات المتحدة.

## وصلات خارجية
- جيسي سايكس على موقع ميوزك برينز (الإنجليزية)
- جيسي سايكس على موقع ميوزك برينز (الإنجليزية)
- جيسي سايكس على موقع ديسكوغز (الإنجليزية)